# Сонцовы
Сонцовы (Сонцевы, Солнцовы, Солнцевы. Сонцовы-Засекины) — княжеский и древний дворянский род.
Род князей Сонцовых внесён в Бархатную книгу. Происходят от рода князей Сонцовых-Засекиных Ярославского княжеского дома.
Род Сонцовых, разделившийся в XVII веке на две ветви: княжеские и дворянские, внесён в VI часть родословных книг Орловской, Тульской, Харьковской, Екатеринославской, Рязанской и Курской губерний.

## Происхождение и история рода
В Бархатной и родословных книгах показано, что род происходит от: правнук великого князя Владимира Святославовича, крестившего Русскую землю, великий князь Владимир Всеволодович Мономах, имел правнука, святого благоверного князя Фёдора Ростиславовича прозванного "Чёрным" (от коего многие представители именовались "Чёрными"), коему достался в удел Можайск, а потом он был на Ярославском княжении. У этого святого князя Фёдора, сын святой Давыд Фёдорович и внук, князь Василий Давыдович Грозный, был на Ярославском княжении и женат на княжне Евдокии Ивановне, дочери Ивана Даниловича Калита. Сын его, князь Глеб Васильевич, имел внука, князя Ивана Фёдоровича по прозванию "Засека" и правнука князя Дмитрия Ивановича по прозванию "Сонце" (Солнце, Солнцо), XIX колено от Рюрика, показан в дворянах, в 1492 и 1495 годах участвовал в государевых Новгородских походах. от коего его потомки писались Сонцовы.
Его правнук князь Дмитрий Иванович Сонцов является родоначальником дворян Сонцовых.
Многие Сонцовы владели в XVI веке поместьями по Орлу и по Кашире.

## Однородцы князей и дворян Сонцовых
Однородцами являются записанные в одной поколенной росписи ярославских князей, рода: Засекины, Жировые-Засекины,Темносиние, Шаховские и Щетинины.

## Описание гербов

### Герб князей Сонцовых
Щит, разделённый на четыре части, имеет в середине малый золотой щиток, в котором изображён чёрный медведь, стоящий на задних лапах, с золотой на плече секирой (Герб Ярославской области), обращённый вправо. В перовой и четвёртой частях в голубом поле изображен ангел с сребротканой одежде, имеющий в правой руке пламенный меч, а в левой золотой щит (герб великого княжества Киевского). Во второй и третьей частях в серебряном поле означена пушка, на золотом лафете поставленная, и на пушке сидит райская птица (герб княжества Смоленского). Щит покрыт мантией и шапкой, принадлежащими княжескому достоинству.
Герб внесён в Часть 9 № 1. Общего гербовника дворянских родов Всероссийской империи.

#### Герб дворян Сонцовых
В щите, разделённом на четыре части, посередине находится маленький золотой щиток, в котором означен чёрный Медведь с секирой на плече, обращённый влево. В первой части в голубом поле золотая шестиконечная звезда. Во второй в серебряном поле изображён человек с дубиной в руке, у которого лицо окружено солнечными лучами. В третьей в золотом поле шишак с белыми перьями. В четвёртой части в красном поле по диагонали, от правого верхнего, до левого нижнего, две золотых шестиугольные звезды.
Щит покрыт мантией и шапкой, принадлежащими Княжескому достоинству. Как шапка, так и мантия Княжеская присвоены дворянскому роду Сонцовых потому, что он происходит от Князей Ярославских. Герб рода дворян Сонцовых внесён в Часть 5 Общего гербовника дворянских родов Всероссийской империи.

## Известные представители дворянского рода

### Князья Сонцовы
- Князь Сонцов Андрей Михайлович — стольник патриарха Филарета (1627-1629), стольник (1636-1640)[7].
- Князь Сонцов Юрий Михайлович — стряпчий (1640)[7].

#### Дворяне Сонцовы
- Сонцов Фёдор Никитич — каширский городовой дворянин (1627-1629)[7].
- Сонцов Иван Иванович — каширский городовой дворянин (1627-1629)[7],  воевода в Лебедяни (1634).
- Сонцов Иван Дмитриевич — стольник, воевода в Каменном (1652—1654), Воронеже (1660—1661).
- Сонцов Яков Иванович — воевода в Епифани (1658).
- Сонцов Фёдор Дмитриевич — воевода в Пензе (1680—1681)[8].
- Сонцовы: Григорий Васильевич и Евтифей Дорофеевич — стряпчие (1658-1692)[7].
- Сонцовы: Иван Аникеевич, Иван Дмитриевич, Иван Иванович, Фёдор Дмитриевич — московские дворяне (1692)[7].
- Сонцов Никифор Иванович — стряпчий (1676), стольник (1678)[7].
- Сонцов Александр Борисович (1750—1811) — тайный советник, полтавский и воронежский губернатор.
- Сонцов Пётр Александрович (1785—1850) — тайный советник[9].
- Сонцов Дмитрий Петрович (1803—1875) — известный нумизмат и собиратель древностей, внук Александра Борисовича.
- Сонцов Дмитрий Дмитриевич — владелец имения в с. Никольском Тимского уезда Курской губернии (ныне р. п. Солнцево Солнцевского р-на) в конце XIX — начале XX веков, а также крупного конного завода при своём имении, автор ряда книг по истории коневодства в России, изданных в Москве[9].
- Сонцов Захар Захарович — штабс-капитан, помещик из Старооскольского уезда. В середине XIX века — депутат дворянского собрания от Старооскольского уезда[9].